# Фракция КПРФ в Государственной думе VII созыва
Фракция КПРФ в Государственной думе седьмого созыва — депутатское объединение КПРФ в Госдуме VII созыва (2016—2021).
На выборах в Госдуму КПРФ получила 13,34 % голосов, что дало ей право на 35 депутатских мандатов. 7 человек, выдвинутых от партии, победили на выборах в одномандатных округах. Таким образом, по результата выборов в Госдуму всего фракция КПРФ получила 42 места в Госдуме VII созыва, ещё один, 43-й депутатский мандат фракция КПРФ получила 9 сентября 2018 года после победы Алимовой Ольги Николаевны на дополнительных выборах по одномандатному избирательному округу № 163.

## Деятельность
3 октября 2016 года на заседании фракции КПРФ в Госдуме VII созыва руководителем фракции избран Г. А. Зюганов.
На первом пленарном заседании Госдумы 5 октября 2016 года были образованы 26 комитетов и избраны их председатели. От фракции КПРФ Комитет по делам Содружества Независимых Государств, евразийской интеграции и связям с соотечественниками возглавил Л. И. Калашников, Комитет по региональной политике и проблемам Севера и Дальнего Востока — Харитонов Николай Михайлович, Комитет по вопросам семьи, женщин и детей — Т. В. Плетнёва, Комитет по аграрным вопросам — В. И. Кашин, Комитет по делам общественных объединений и религиозных организаций — С. А. Гаврилов.

## Список депутатов
Состав фракции КПРФ в Государственной думе VII созыва:
1. Авдеев, Михаил Юрьевич
2. Алимова, Ольга Николаевна
3. Арефьев, Николай Васильевич
4. Афонин, Юрий Вячеславович
5. Берулава, Михаил Николаевич
6. Бифов, Анатолий Жамалович
7. Блоцкий, Владимир Николаевич
8. Бортко, Владимир Владимирович
9. Гаврилов, Сергей Анатольевич
10. Ганзя, Вера Анатольевна
11. Дорохин, Павел Сергеевич
12. Езерский, Николай Николаевич
13. Зюганов, Геннадий Андреевич
14. Иванов, Николай Николаевич
15. Казанков, Сергей Иванович
16. Калашников, Леонид Иванович
17. Кашин, Владимир Иванович
18. Коломейцев, Николай Васильевич
19. Корниенко, Алексей Викторович
20. Кравец, Александр Алексеевич
21. Кузякин Дмитрий Викторович
22. Кумин Вадим Валентинович
23. Курбанов, Ризван Даниялович
24. Куринный, Алексей Владимирович
25. Лебедев, Олег Александрович
26. Мельников, Иван Иванович
27. Некрасов, Александр Николаевич
28. Новиков, Дмитрий Георгиевич
29. Осадчий, Николай Иванович
30. Пантелеев, Сергей Михайлович
31. Парфёнов, Денис Андреевич
32. Плетнёва, Тамара Васильевна
33. Поздняков, Владимир Георгиевич
34. Пономарёв, Алексей Алексеевич
35. Рашкин, Валерий Фёдорович
36. Савицкая, Светлана Евгеньевна
37. Синельщиков, Юрий Петрович
38. Смолин, Олег Николаевич
39. Тайсаев, Казбек Куцукович
40. Харитонов, Николай Михайлович
41. Шаргунов, Сергей Александрович
42. Щапов, Михаил Викторович
43. Ющенко, Александр Андреевич

## Умерли к 2021 году
1. Алфёров, Жорес Иванович (мандат предполагалось передать Павлу Грудинину[3], но из-за противодействия ЦИК РФ[4] его получил Михаил Берулава[5])
2. Агаев, Ваха Абуевич (мандат передан Вадиму Кумину[6])
3. Шурчанов, Валентин Сергеевич (мандат передан Дмитрию Кузякину[7])